# Géry Heddebault
Pour les articles homonymes, voir Heddebault.
Géry Heddebault est un homme politique français né le 5 février 1803 à Férin (Nord) et décédé le 4 mars 1875 à Thumeries (Nord).
Son père, Alexandre Géry a été maire de Férin. Sa cousine Adélaïde Desmoutier a épousé Hyacinthe Corne,. Il est le neveu d'Alexandre Coget, et le cousin de Jean-Baptiste Coget.
Directeur d'une raffinerie de sucre en 1824, il s'installe à Lille en 1845. Conseiller municipal, il est l'un des promoteurs de la campagne des banquets dans le Nord. Il est député du Nord de 1848 à 1849, siégeant à gauche.